# Scarlet Heart 2
Scarlet Heart 2 (em chinês: 步步 惊 情 2) é uma série de televisão chinesa de 2014. É a sequência de Scarlet Heart (2011), onde prossegue-se a história após a viagem no tempo da protagonista Zhang Xiao (Cecilia Liu), que retorna aos dias atuais após a morte de Ma'ertai Ruoxi. A história não é considerada um cânon para a novela Bu Bu Jing Xin de Tong Hua, porque a autora nunca escreveu uma sequência. Ao contrário de seu antecessor, o drama não envolve a temática de viagem no tempo e é ajustada no presente, resolvendo as pontas soltas deixadas.
Suas filmagens iniciaram-se em Tianjin na China, em março de 2013 e terminaram em Hong Kong em junho de 2013. Seu período de transmissão ocorreu de 22 de abril de 2014 a 7 de maio de 2014 pela Zhejiang TV.

## Enredo
Após três meses que Zhang Xiao acordou do coma, ela ainda não consegue esquecer o quarto príncipe. Um dia no museu, ela encontra um homem idêntico a ele: Yin Zheng, o enteado do presidente da corporação Zhentian. A fim de descobrir sua conexão com o quarto príncipe, Zhang Xiao se torna uma designer na Zhentian. No entanto, um acidente a faz perder suas lembranças como Ruoxi. Ela inicia um namoro com Kang Sihan, meio-irmão de Yin Zheng, e se encontra involuntariamente presa no centro de uma luta de poder.

## Elenco
- Cecilia Liu como Zhang Xiao / Lan Lan
  - Chai Wei como Zhang Xiao / Lan Lan (criança)
- Nicky Wu como Yin Zheng
  - Zheng Wei como Yin Zheng (criança)
- Sun Yizhou como Kang Sihan
  - Bian Chen como Kang Sihan (criança)
- Jiang Jinfu como Kang Siyu
- Damian Lau como Kang Zhentian
- Chen Xiang como Huang Di, ex-namorado de Zhang Xiao
- Ye Zuxin como Jack
- Yico Zeng como Ling Dang
- Cai Yatong como Mo Xiaohe
- Gan Yu como Zhang Zejiang
- Ye Qing como Meng Xinyi
- Zhang Jiang como Zhou Yue
- Annie Liu como Ma Yinuo
- Yin Zhuzheng como Yin Chenggui, tio de Yin Zheng
- Zhao Chulun como Han Qing
- He Yin como Zhao Lan, mãe de Yin Zheng
- Wu Li como Qiao Qi, secretária de Yin Zheng
- Wang Zhifei como Yin Chengyi, pai de Yin Zheng
- Deng Limin como Liu Donghai, diretor do grupo Zhentian
- Da Li como Wang Tiecheng, diretor do grupo Zhentian
- – como Xiao Hua, pai biológico de Zhang Xiao
- Cecilia Liu as Qin Yuzhen, mãe de Zhang Xiao
- Gu Yan como Meng Yinan, mãe de Xinyi